# INA M953

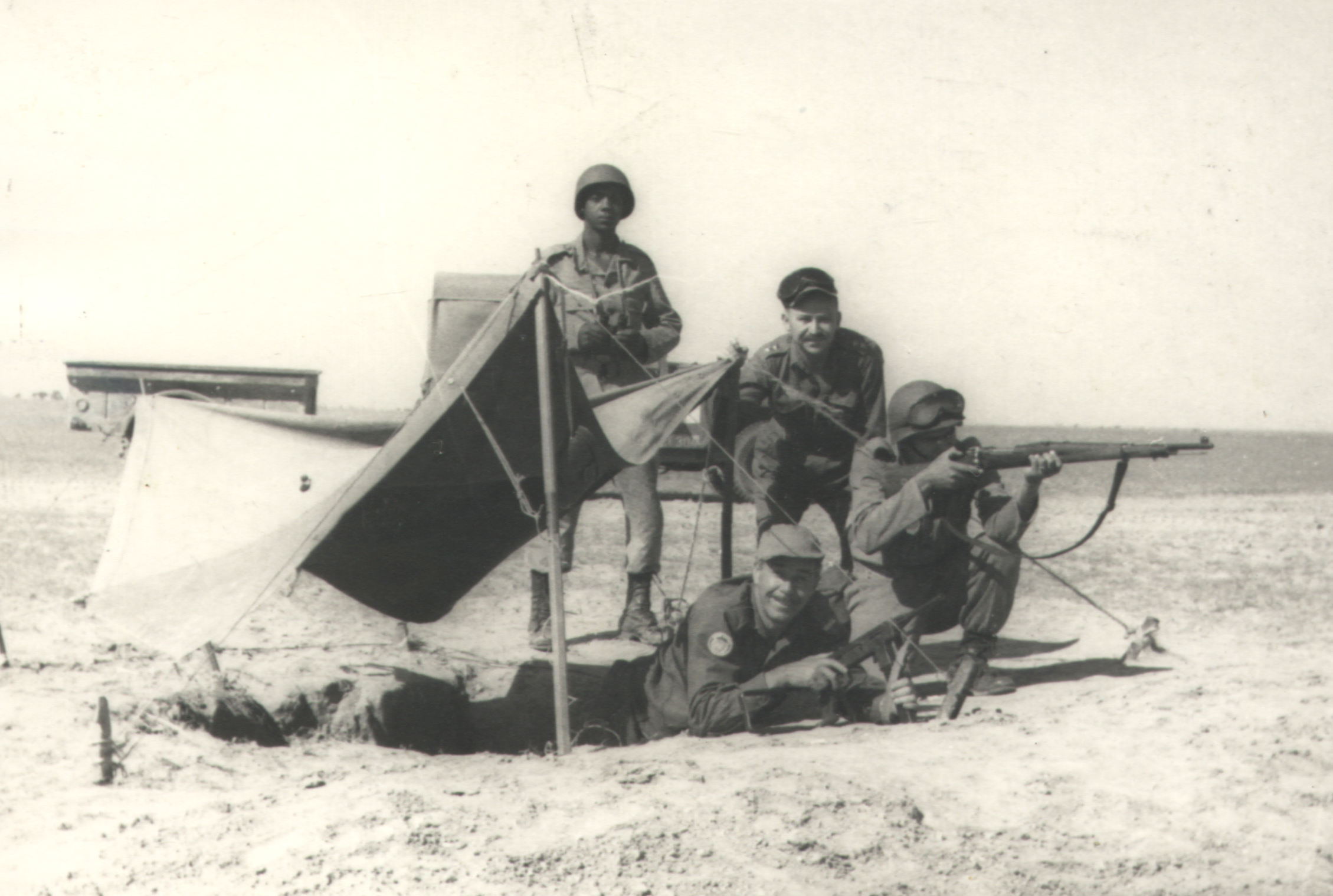
INA M953 sendo usada por Sílvio Caldas do Batalhão Suez, na Crise de Suez.

A INA M953 é uma submetralhadora brasileira - Uma Madsen M-50 modificada.
O revolucionário Carlos Marighella recomendou esta como a "metralhadora ideal para o guerrilheiro urbano" em seu "Minimanual do Guerrilheiro Urbano".

## História
Foi fabricada pela Indústria Nacional de Armas em Santo André (SP), sob licença de Madsen. A produção começou em 1950.

## Projeto
O primeiro modelo tinha a designação MB-50 e foi fabricado até 1953 e estava marcado com um grande brasão brasileiro. No final de 1953, o Modelo 1953 foi introduzido. As melhorias no modelo de 1953 foram um alojamento do carregador maior e uma alça de metal rebitada no lado inferior direito do alojamento do carregador. A alça poderia então manter o alojamento do carregador unido. Além disso, a alavanca de manejo foi alterada no Modelo 953 para o lado direito em vez de em cima da arma, assim como a mola amortecedora e o formato do extrator, ejetor e percussor.
A INA Modelo 53 é feita de chapa estampada. É um projeto de ferrolho aberto, o que significa que ela dispara quando o ferrolho está na posição aberta e travada com um pino de disparo fixo. A arma de fogo é estampada em 2 peças de chapa de metal moldadas com punho de pistola e alojamento de carregador integrados. As duas peças se encaixam como uma concha com a dobradiça na parte traseira do punho da pistola. Ela se divide ao meio bem no meio da parte superior e inferior da caixa da culatra.
A arma de fogo inteira é mantida unida por uma porca de travamento do cano que é rosqueada na seção dianteira das duas metades da caixa da culatra. A coronha dobrável é feita de aço tubular e dobra-se no lado direito da arma de fogo.
O Modelo 953 dispara apenas em modo automático e também possui um recurso exclusivo, uma alavanca de segurança atrás do alojamento do carregador. Para disparar o Modelo 953, deve-se segurar o alojamento do carregador e segurar a alavanca de segurança.

## Operadores

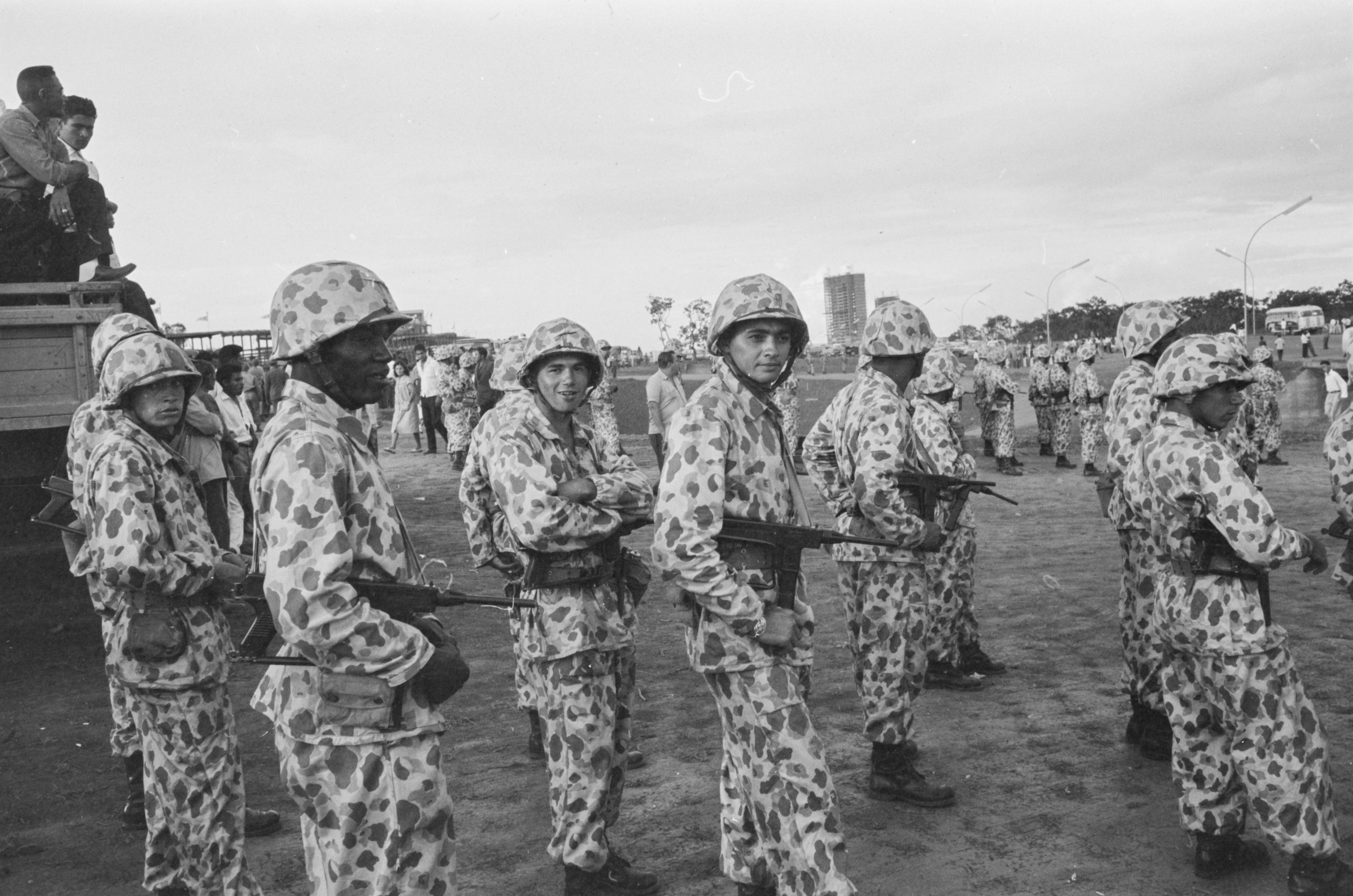
Fuzileiros navais brasileiros armados com submetralhadoras INA M953, em 1960.

- Brasil: Anteriormente usada pelas forças armadas.[3]

### Operadores não-estatais
- Partido Comunista Brasileiro[8]
- Ação Libertadora Nacional[9]
- Vanguarda Armada Revolucionária Palmares[10]